# 디엔타이호아

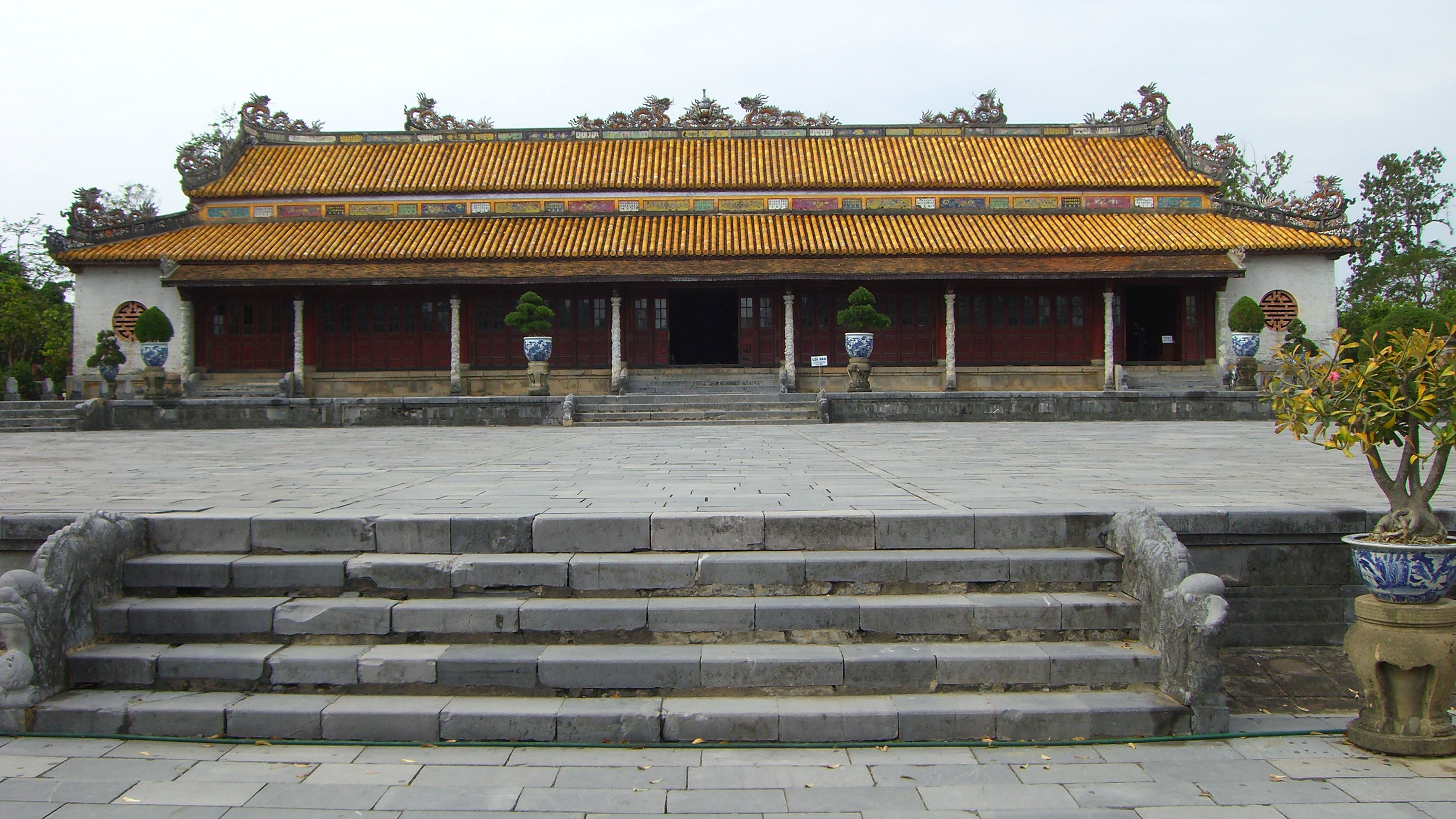
디엔타이호아

디엔타이호아(베트남어: Điện Thái Hòa)는 후에 황성의 정전이다.

## 역사
1805년 자롱제가 후에 황궁을 세우며 처음으로 세워졌다. 태화전은 황궁의 정전으로서, 문무백관들을 사열하고 외국의 사신들을 맞는 역할을 하였다. 또한 1833년에 현재의 위치로 옮겨졌다. 하지만 베트남 전쟁으로 인해 큰 피해를 입게 되었고, 이후 1970년대에 와서야 재건되었다.

## 위치
후에 황궁의 정문인 오문을 건너고, 중도교를 통해 해자를 건너면 태화전 마당이 나온다. 태화전 뒤에는 황제가 사무를 보는 편전인 근정전이 서있었으나, 현재는 소실되어 찾아볼 수 없고 일부 건물과 거대한 화로만이 놓여 있다.

## 형태
총 9칸의 이층 건물이지만, 맨 측면의 2칸은 벽으로 막혀있기에 사실상의 7칸 건물이다. 자금성의 모습을 본따 지었기에, 태화전에는 황금빛 유약을 바른 기와들이 덮여있고, 지붕의 용마루는 다채로운 색을 입힌 도자기 용들로 장식되어있다. 외부의 기둥들은 모두 황제의 상징인 용을 새긴 돌로 만들어졌으며, 내부의 기둥은 붉은색 칠을 한 목재로 지어졌다. 건물 맨 중앙에는 3개의 단 위에 황금 옥좌가 올려져 있으며, 그 앞에 도자기와 향로 등 장식물들이 놓여 있다. 동쪽 부분에는 전시실이 있어 황실의 유품들을 전시하고 있는데, 역대 황제들의 옥새와 황실 요인들의 모습이 담긴 사진들이 전시되어 있다.

## 같이 보기
- 오문